# Fläcklavar
Fläcklavar (Arthonia) är ett släkte av lavar som ingår i familjen Arthoniaceae bland sporsäcksvamparna.
Släktet omfattar omkring hundratalet arter, varav knappt 60 förekommer i Sverige. Dess typart är fläcklav (Arthonia radiata) som först beskrevs av den nederländske botanikern Christiaan Hendrik Persoon, och fick sitt nu gällande namn av den svenska botanisten Erik Acharius.

## Arter
- Arthonia accolens Stirt.
- Arthonia aciniformis Stirt.
- Arthonia albopulverea Nyl.
- Arthonia amylospora Almq.
- Arthonia anglica Coppins
- Arthonia anombrophila Coppins & P. James
- Arthonia apatetica (A. Massal.) Th. Fr.
- Arthonia arthonioides (Ach.) A. L. Sm.
- Arthonia astroidestera Nyl.
- Arthonia atlantica P. James
- Arthonia beccariana (Bagl.) Stizenb.
- Arthonia byssacea (Weigel) Almq.
- Arthonia cinereopruinosa Schaer.
- Arthonia cinnabarina (DC.) Wallr.
- Arthonia clemens (Tul.) Th. Fr.
- Arthonia cohabitans Coppins
- Arthonia crystallifera L. I. Ferraro & Lücking
- Arthonia cyanea Müll. Arg.
  - Arthonia cyanea f. minor Lücking
  - Arthonia cyanea var. cocosensis Lücking
  - Arthonia cyanea var. cyanea Müll. Arg.
- Arthonia didyma Körb.
- Arthonia diploiciae Calat. & Diederich
- Arthonia dispersa (Schrad.) Nyl.
- Arthonia epidendri (Rehm) R. Sant.
- Arthonia epiphyscia Nyl.
- Arthonia farinacea (H. Olivier) R. Sant.
- Arthonia flavoverrucosa U. Becker & Lücking
- Arthonia fuliginosa (Turner & Borrer) Flot.
- Arthonia fuscopurpurea (Tul.) R. Sant.
- Arthonia galactites (DC.) Dufour
- Arthonia gelidae R. Sant.
- Arthonia gerhardii Egea & Torrente
- Arthonia glaucella Nyl.
- Arthonia glebosa Tuck.
- Arthonia granosa B. de Lesd.
- Arthonia graphidicola Coppins
- Arthonia grubei Lücking
- Arthonia helvola Nyl.
- Arthonia ilicina Taylor
- Arthonia ilicinella Nyl.
- Arthonia infectans Egea & Torrente
- Arthonia insulata (B. de Lesd.) Redinger
- Arthonia intexta Almq.
- Arthonia invadens Coppins
- Arthonia isidiata Grube, Lücking & Umaña-Tenorio
- Arthonia lapidicola (Taylor) Branth & Rostr.
- Arthonia lecanactidea Zahlbr.
- Arthonia lecanorina (Almq.) R. Sant.
- Arthonia lecythidicola (Bat. & H. Maia) Lücking & Sérus.
- Arthonia leptosperma (Müll. Arg.) R. Sant.
- Arthonia leucopellaea (Ach.) Almq.
- Arthonia ligniaria Hellb.
- Arthonia ligniariella Coppins
- Arthonia lobulocarpa U. Becker & Lücking
- Arthonia madreana Egea & Torrente
- Arthonia mediella Nyl.
- Arthonia medusula (Pers.) Nyl.
- Arthonia mira R. Sant.
- Arthonia mirabilis Grube
- Arthonia molendoi (Heufl. ex Frauenf.) R. Sant.
- Arthonia myriocarpella Nyl.
- Arthonia nigratula (Müll. Arg.) R. Sant.
- Arthonia obesa (Müll. Arg.) R. Sant.
- Arthonia orbygniae (H. B. P. Upadhyay) Matzer
- Arthonia palmulacea (Müll. Arg.) R. Sant.
- Arthonia parantillarum Aptroot
- Arthonia patellulata Nyl.
- Arthonia peltigerea Th. Fr.
- Arthonia phaeobaea (Norman) Norman
- Arthonia phaeophysciae Grube & Matzer
- Arthonia phlyctiformis Nyl.
  - Arthonia phlyctiformis subsp. californica Grube
- Arthonia pinastri Anzi
- Arthonia pocsii Lücking & Kalb
- Arthonia polymorpha Ach.
- Arthonia pruinascens (Zahlbr.) Grube
- Arthonia pruinosella Nyl.
- Arthonia punctella Nyl.
- Arthonia punctiformis Ach.
- Arthonia pyrrhuliza Nyl.
- Arthonia radiata (Pers.) Ach.
- Arthonia redingeri Grube
- Arthonia rhoidis Zahlbr.
- Arthonia sanguinea Willey
- Arthonia sexlocularis Zahlbr.
- Arthonia spadicea Leight.
- Arthonia speciosa (Müll. Arg.) Grube
- Arthonia stellaris Kremp.
- Arthonia subdispuncta Nyl.
- Arthonia subfuscicola (Linds.) Triebel
- Arthonia tetramera Stizenb.
- Arthonia thelotrematis Coppins
- Arthonia tremelloides Etayo
- Arthonia trilocularis Müll. Arg.
- Arthonia varians (Davies) Nyl.
- Arthonia verrucosa Egea & Torrente
- Arthonia vinosa Leight.
- Arthonia zwackhii Sandst.